# Yutaka Yamamoto
Yutaka Yamamoto (山本 寛, Yamamoto Yutaka), né le 1er septembre 1974 à Minoh dans la préfecture d'Osaka, est un réalisateur d'anime japonais. Il est le fondateur du studio Ordet et ancien membre du studio Kyoto Animation.

## Filmographie
- Air
- Black Rock Shooter
- Full Metal Panic? Fumoffu
- Generator Gawl
- Jungle wa Itsumo Hale Nochi Guu Final
- Kannagi
- Kanon
- Lucky Star
- The Melancholy of Haruhi Suzumiya
- Munto 2: Beyond the Walls of Time
- Persona: Trinity Soul
- Shakugan no Shana Second
- Sketchbook ~full color'S~
- Watashi no Yasashiku nai Senpai
- Fractale
- Senyū
- Wake Up, Girls!